# Franz Xaver Lender

Franz Xaver Lender

Franz Xaver Lender (* 20. November 1830 in Konstanz; † 29. Juli 1913 in Sasbach; ursprünglich: Xaver Leopold Lender) war ein badischer katholischer Geistlicher und Kirchenpolitiker.

## Leben
Während des Badischen Kulturkampfes war Lender 1850 maßgeblich an der Gründung des Theologischen Lesevereins Arminia beteiligt, der die Keimzelle der bis heute bestehenden Studentenverbindung Arminia Freiburg im CV et KDV wurde. Nach seinem Theologiestudium in München und Freiburg im Breisgau wurde er 1853 zum Priester geweiht. 1856 wurde er Pfarrverweser und 1862 Pfarrer in Schwarzach, wo er 1859 ein Waisenhaus und die Ordensgemeinschaft der Franziskanerinnen von Erlenbad gründete. Von 1872 bis 1913 war er Pfarrer in Sasbach. Dort entstand ab 1873 die Lendersche Lehranstalt (Heimschule Lender) als kirchliches Gymnasium.
Lender war in der Zeit des Kulturkampfes von 1869 bis 1887 Abgeordneter in der Badischen Ständeversammlung. Von 1872 bis 1913 war er für das Zentrum Mitglied des Reichstags und vertrat den Wahlkreis Großherzogtum Baden 8 (Baden - Rastatt). Gegenüber der badischen Regierung vertrat er einen „dezidierten Oppositionskurs“, ab 1879 wirkte er mit seiner „Versöhnungspolitik“ am Abbau der Kulturkampfgesetzgebung mit.
1898 wurde ihm von der Universität Freiburg die Ehrendoktorwürde (Dr. theol. h. c.) verliehen.